# Inis Beag
Coordenadas: 53°23′56″N 9°53′49″O / 53.399, -9.897Inis Beag (en irlandés: «Pequeña Isla») es una isla remota de la costa de Connemara, Irlanda, cerca de las Islas Aran. Contiene una pequeña y aislada comunidad católica de habla irlandesa qué el antropólogo cultural John Cowan Messenger observó en los años 1960, dirigiendo varios tratados, incluyendo «Inis Beag: Isle of Ireland» y «Sex and Repression in an Irish Folk Community». Durante el periodo de su estudio entre 1958 y 1966, Inis Beag tenía una población estimada de 350 habitantes, mayoritariamente viviendo de la agricultura de subsistencia y pesca. El nombre «Inis Beag» es un nombre hecho por investigadores para proteger la intimidad de las personas de la isla. Su identidad cierta es Inisheer, una isla del condado de Galway.

## Nativismo
Messenger utilizó su estudio para hablar de las trampas y ventajas de indigenismo cuando se aplica a los habitantes de la isla. Después de siete siglos de ocupación inglesa, un movimiento de patriotas irlandeses promovió lo que vieron como los elementos esenciales de identidad irlandesa, incluyendo lengua y religión. Esto dirigió a muchos investigadores, turistas, y los autores que alzaban Inis Beag y las áreas circundantes como ejemplos de la certera identidad irlandesa. Según Messenger, la isla era el tema de muchos trabajos que describa como «romantizados», centrando en formas culturales que los forasteros encontraban atractivos. Estos incluían «el atuendo tradicional de los habitantes, su habilidad en remar su famosa canoa, llamada curach, la manera en qué manejan tierras y crecer en ellos una variedad de cultivos, y su habla gaélica.» Messenger era crítico con la actitud de los forasteros hacia la pureza de estas costumbres.
Encontró que 11 de los 111 varones adultos y 9 de las 85 mujeres adultas habían dejado el atuendo local tradicional para adoptar los estilos importados del continente. Este comportamiento era especialmente prevalente entre las mujeres más jóvenes, sin partidarios los 18 y 29 años. Él también encontró que el uso del local curach había declinado en décadas recientes, de 30 a 50 tripulaciones de tres hombres que pescan casi todo año en los tempranos años 1900 a nueve tripulaciones que trabajan de la isla en los años 60. A pesar de la opinión nativista de la región galeica, en su visita a la isla, Messenger encontró que esencialmente todos los isleños mayores de ocho años hablaban inglés hábilmente, mezclando inglés regularmente en sus conversaciones,e incluso confesaban a sus sacerdotes en inglés. Él atribuyó el aumento en el inglés a una visión práctica del lenguaje; muchos jóvenes emigran y estarían en desventaja al hablar solo en gaélico.

## Sexualidad
Los estudios de Messenger de esta comunidad han sido usualmente citado por antropólogos y sexologos como un ejemplo de represión sexual extrema. El reportó que Inis Beag no tenía educación sexual oficial, y las relaciones sexuales eran tratadas por ambos sexos y el curato local como un «deber» que debía ser «soportado». Messenger propuso que el reemplazo temprano del afecto físico por el afecto verbal -en el momento en que el niño puede caminar- condujo a la represión institucionalizada de la conducta sexual. Como el expuso, «cualquier forma de expresión sexual directa o indirecta -como la masturbación, exploración mutua de los cuerpos, el uso de palabras estándar o de jerga relacionadas con el sexo, y micción o defecación pública- era penado severamente de palabra y hecho.» Los niños eran separados por sexo en la mayoría de las actividades. Los isleños tendían a limpiarse únicamente las manos, cara y pies y desarrollaron un «miedo obsesivo» al nudismo. En algunos hogares, «los perros [eran] azotados por lamer sus genitales y pronto [aprendieron] a complacerse en este comportamiento afuera cuando no se les observaba». La atmósfera represiva, de acuerdo con los investigadores, llevaron a alto niveles de masturbación, alcoholismo, y peleas derivadas al alcohol. Y, por supuesto, la represión de su sexualidad también era manifiesta en el coito. Los más viejos de la isla se jactaban que no tuvieron sexo premaritral, aunque algunos hombres jóvenes admitían que era más un rumor. Cuando parejas decidían tener sexo con el otro, como reportó Messenger, el marido siempre empezaba, ya que la mujer era comúnmente más pasiva, y la ropa era parcialmente removida y únicamente se practicaba el sexo en la postura del misionero, y cuando el llegaba al orgasmo, el caía dormido en la mayoría de las ocasiones inmediatamente.
Los habitantes de la isla se comportaban extrañamente debido a que el control social (ya sea formal o informalmente) los dejaban como personas ignorantes. Fenómenos naturales como la menstruación y la menopausia fueron considerados con profundos recelos debido a la extrema ignorancia. Mujeres perplejas preguntaban a la mujer de Messenger sobre el ciclo femenino más que otras preguntas de índole sexual. Las mujeres eran traumatizadas habitualmente con la menarquia, y al menos tres mujeres mayores, en 1960, se confinaron ellas mismas por completo en la cama para evitar una potencial «demencia» inducida por la menopausia. Las mujeres enviaban a sus hijos fuera de la habitación cuando la mujer de Messenger les preguntaba por sus embarazos. Los hombres también eran groseramente ignorantes en lo que respecta al sexo. El orgasmo femenino era desconocido para ellos, no experimentado por ellas, o rechazado y oculto. Messenger reportó que un soltero de mediana edad que se consideraba «sabio del mundo exterior... describió las reacciones corporales intensas de una chica a sus caricias» y cuando Messenger le explicó, el «admitió que no conocía que las mujeres también podían alcanzar el clímax.»  Los hombres de las isla pensaban que las relaciones sexuales los debilitaría, y se abstenían el día antes de una tarea agotadora. A pesar de todo, Messenger no pudo informar de ninguna familia sin hijo debido a la ignorancia, un fenómeno que ocurría también en otras regiones de Irlanda. Cuando Messenger inquirió como recién casados aprendían a copular, el enunció que «tras la boda, la naturaleza toma su curso.»